# O't Ha'gvora

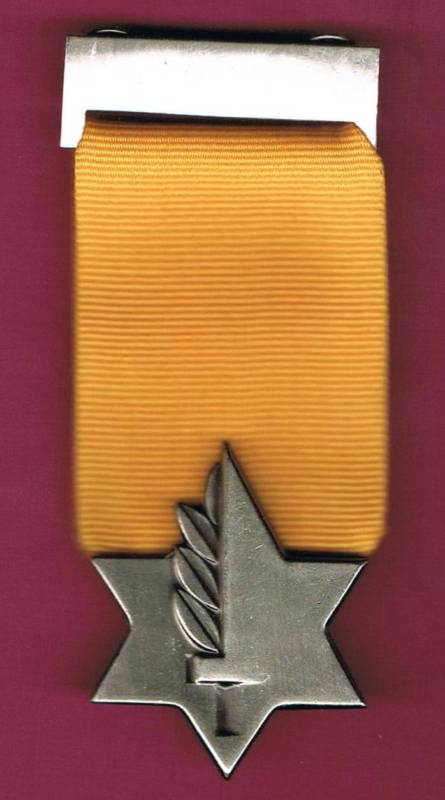

Släpspänne för Ot Ha'gvora.

O't Ha'gvora (På engelska översatt till Medal of Valor, med hebreiska tecken: עיטור הגבורה) är den högsta israeliska militära utmärkelsen. Medaljen instiftades 1970 av Knesset i en lag och kan delas ut retroaktivt. Av totalt 40 medaljer har åtta delats ut till gärningar gjorda efter 1970, samtliga under Yom Kippurkriget, och det var 1975.

## Design
Medaljen designades av Dan Reisinger. Den är formad som en Davidsstjärna. Ett svärd och en olivkvist pryder den vänstra sidan medan den motsatta sidan är blank. Medaljen sitter ihop med ett gult släpspänne, en referens till den gula stjärnan som judar tvingades bära under Förintelsen. Personer som mottagit medaljen två gånger fäster en liten medaljformad sak på släpspännet.
Medaljen är tillverkad av Israel Government Coins and Medals Corporation och består av 25 gram silver.

## Mottagare
Mottagare av medaljen erhåller flera privilegier som till exempel lägre skatt och inbjudningar till officiella statsceremonier. De är betitlade Hjälte av Israel (engelska: Hero of Israel) och varje soldat, oavsett grad, måste göra honnör för dem.
Hitintills har 40 medaljer delats ut: tolv under Frihetskriget, fem under Suezkrisen, tolv under Sexdagarskriget, åtta under Yom Kippurkriget och tre andra, utdelade vid andra tillfällen. De första tolv mottagarna fick också Hjälte av Israel-dekoreringen.
- Yair Racheli mottog medaljen för att ha förstört en fiendeposition nära Shefa-'Amr under Frihetskriget.
- Emmanuel Landau(*) mottog medaljen för att ha erövrat en fientlig förrådstruck under Frihetskriget.
- Abraham Avigdorov mottog medaljen för att ha förstört två fientliga Bren-maskingevärspositions under Frihetskriget.
- Zerubavel Horowitz(*) mottog medaljen för att ha täckt sina kamraters reträtt från en fientlig attack under Frihetskriget.
- Yizhar Armoni(*) mottog medaljen för att ha täck sina kamraters reträtt och evacuering av sårade soldater under Frihetskriget.
- Emil Brig mottog medaljen för att ha sprängt en bro och därmed förhindrat fienden från att avancera under Frihetskriget.
- Zvi Zibel(*) mottog medaljen för att ha levererat förråd till det belägrade Ben Shemen medan han var under tung fientlig eldgivning under Frihetskriget.
- Ben-Zion Leitner mottog medaljen för att ha förstört fiendebunkrar under Frihetskriget.
- Ron Feller mottog medaljen för att ha förstört en fientlig stridsvagn under Frihetskriget.
- Yohai Ben-Nun mottog medaljen för att ha sänkt det egyptiska flaggskeppet under Frihetskriget.
- Siman-Tov Ganeh mottog medaljen för att ha täckt sina kamraters reträtt under Frihetskriget.
- Arieh Atzmoni mottog medaljen för att ha räddat en kanon från fiendens händer under Frihetskriget.
- Yacov Mizrachi mottog medaljen för sina handlingar under en räd mot Kuntila 1955.
- Uzi Bar-Zur mottog medaljen för sina handlingar under Suezkrisen.
- Dan Ziv mottog medaljen för att ha räddat sårade soldater medan han var under eldgivning under Suezkrisen.
- Pinchas Noy mottog medaljen för sina handlingar i slaget om Qalqilyahs polisstation under Suezkrisen.
- Yehuda Ken-Dror mottog medaljen för handlingar under Suezkrisen.
- Shlomo Nitzani mottog medaljen för att ha räddat sårade soldater och förstört fientliga positioner under Suezkrisen.
- Zvi Ofer(*) mottog medaljen för sina handlingar under räden mot Nukaiv 1962.
- Moshe Drimmer(*) mottog medaljen för sina handlingar under Sexdagarskriget.
- Daniel Wordon(*) mottog medaljen för att ha täckt räddningen av sårade soldater från El-Arish under Sexdagarskriget.
- Uri Weisler(*) mottog medaljen för sina handlingar under Sexdagarskriget.
- Shaul Vardi mottog medaljen för sina handlingar som stridsvagnsbefäl under Sexdagarskriget.
- Moshe Tal(*) mottog medaljen för sina handlingar under Sexdagarskriget.
- Yosef Leffer mottog medaljen för sina handlingar under Sexdagarskriget.
- Eitan Neveh mottog medaljen för att ha täckt sina styrkor i slaget om Ammunition Hill under Sexdagarkriget.
- Beni Inbar(*) mottog medaljen för att ha förstört 8 stridsvagnar i slaget om Rafe under Sexdagarskriget.
- Mordechai Friedman(*) mottog medaljen för att ha förstört en fiendeposition i Jerusalem under Sexdagarskriget.
- Gad Refen mottog medaljen för sina handlingar under Sexdagarskriget.
- David Shirazi mottog medaljen för sina handlingar under Sexdagarskriget.
- Natanel Horovitz mottog medaljen för sina handlingar under Sexdagarskriget.
- Ami Ayalon mottog medaljen för sina handlingar under Operation Bulmus 6.
- Oded Amir(*) mottog medaljen för att ha fört befäl över en styrka som skadade 3 fientliga fartyg i Port Said under Yom Kippurkriget.
- Gideon Giladi(*) mottog medaljen för att ha fört befäl över ett pansarslag under Yom Kippurkriget.
- Zvika Greengold mottog medaljen för att ha stoppat en fientlig pansarkolonn på Golanhöjderna under Yom Kippurkriget.
- Moshe Levi mottog medaljen för sina handlingar under Yom Kippurkriget.
- Yuval Neria mottog medaljen för sina handlingar under Yom Kippurkriget.
- Shlomo Arman(*) mottog medaljen för sina handlingar under Yom Kippurkriget.
- Asa Kadmoni mottog medaljen för att ha bekämpat en stor fientlig styrka medan han var omgiven av dem under Yom Kippurkriget.
- Avigdor Kahalani mottog medaljen för sitt befäl över en pansarbataljon på Golanhöjderna under Yom Kippurkriget.

(*) Vederbörande dog under handlingen som han dekorerades för.